# NGC 4629
NGC 4629 ist eine 13,4 mag helle Balken-Spiralgalaxie vom Hubble-Typ SAB(s)m im Sternbild Jungfrau, die schätzungsweise 46 Millionen Lichtjahre von der Milchstraße entfernt ist.
Das Objekt wurde am 19. Februar 1863 von Heinrich d’Arrest entdeckt.